# Pierre Benjamin Buisson

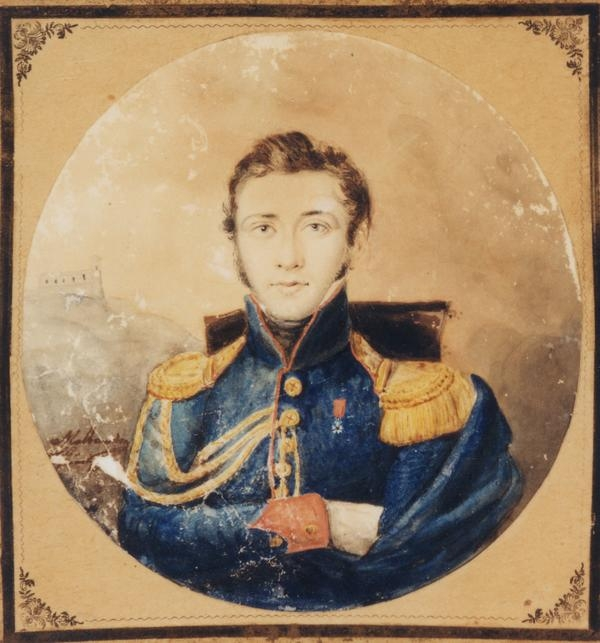

Pierre Benjamin Buisson (Parijs, 17 mei 1793 - New Orleans, 30 mei 1874) was een Frans-Amerikaans militair en architect / landmeter.

## Levensloop
Buisson kreeg vanaf 1811 een militaire opleiding aan de École polytechnique en diende tussen 1814 en 1815 als luitenant in een artillerie-eenheid van het Franse leger onder Napoleon. Op 12 december 1817 kwam hij aan in New Orleans in Louisiana. Hij trouwde daar in 1820 met Sophie Guillotte. Het echtpaar zou zeven kinderen krijgen. 
Buisson werkte in Louisiana als architect maar voornamelijk als landmeter. In 1832 ontwierp hij Faubourg Livaudais, een nieuwe buitenwijk van Lafayette. Tussen 1832 en 1855 deed hij hetzelfde in New Orleans. Hij tekende de plannen voor Faubourg St. Joseph, Rickerville en Faubourg Bouligny op terreinen van voormalige plantages. Zo werd hij ook naamgever van een heel aantal straatnamen in New Orleans. Als bewonderaar van Napoleon noemde hij die naar beroemde veldslagen van de Franse keizer (Jena, Milaan) en naar zaken die met hem verband hielden (Marengo, Bordeaux). De grootste straat noemde hij Napoleon Avenue.
In 1860 bood Buisson zijn diensten aan bij het leger van de Geconfedereerde Staten. In 1824 had hij al een korps kanonniers binnen het Louisiana Legion georganiseerd. De Burgeroorlog dreigde en Buisson, die de rang van brigadier-generaal kreeg, werd ingezet bij de aanleg van verdedigingswerken rond New Orleans. Bij de inname van New Orleans door de Unie in 1862 leidde hij de 22nd Louisiana Volunteers.

## Onderscheidingen
- Legioen van Eer
- Sint-Helenamedaille

## Publicaties
Buisson schreef stukken voor kranten en tijdschriften en ook enkele boeken.
- Des Forces qui régissent le système solaire (1849 - astronomie)
- Instruction pour le service et manoeuvre de l’infanterie légère (1861 - militair handboek).